# Eparquía de Abu Qurqas
La eparquía de Abu Qurqas (en latín: Eparchia Abucurcasensis y en árabe: ابرشية ابو قرقاص‎) es una circunscripción eclesiástica de la Iglesia católica en Egipto. Se trata de una eparquía copta, sufragánea del patriarcado de Alejandría de los coptos católicos. Desde el 7 de enero de 2020 su eparca es Bechara Giuda Matarana, de la Orden de Frailes Menores.

## Territorio y organización
La eparquía tiene 24 200 km² y extiende su jurisdicción sobre los fieles católicos de rito alejandrino residentes en la parte sur de la gobernación de Menia, comprendiendo los centros de Abū Qurqās, Mallawī y Dayr Mawās.
La sede de la eparquía se encuentra en la ciudad de Abū Qurqās, en donde se halla la Catedral de San Antonio y San Pablo.

## Historia
La eparquía fue erigida el 7 de enero de 2020 por el patriarca de Alejandría de los coptos Ibrahim Sedrak, con el consentimiento de los obispos del Sínodo de la Iglesia copta y después de consultar a la Santa Sede.

## Estadísticas
Según el Anuario Pontificio 2023 la eparquía tenía a fines de 2022 un total de 42 000 fieles bautizados.
| Año                                                                             | Población            | Población | Población      | Sacerdotes | Sacerdotes    | Sacerdotes    | Bautizados por sacerdote | Diáconos permanentes | Religiosos | Religiosos | Parroquias |
| Año                                                                             | Bautizados católicos | Total     | % de católicos | Total      | Clero secular | Clero regular | Bautizados por sacerdote | Diáconos permanentes | Varones    | Mujeres    | Parroquias |
| ------------------------------------------------------------------------------- | -------------------- | --------- | -------------- | ---------- | ------------- | ------------- | ------------------------ | -------------------- | ---------- | ---------- | ---------- |
| 2022                                                                            | 42 000               | 2 030 000 | 2.1            | 24         | 24            |               | 1750                     |                      | 2          | 15         | 21         |
| Fuente: Catholic-Hierarchy, que a su vez toma los datos del Anuario Pontificio. |                      |           |                |            |               |               |                          |                      |            |            |            |

## Episcopologio
- Bechara Giuda, O.F.M., desde el 7 de enero de 2020[4]